# Томашевский уезд
Томашевский уезд — административная единица в составе Люблинской и Холмской губерний Российской империи, существовавшая c 1837 года по 1919 год. Административный центр — город Томашев.

## История
Уезд образован в 1837 году в составе Люблинской губернии Российской империи. В 1912 году уезд передан в состав вновь образованной Холмской губернии. В 1919 году преобразован в Томашувский повят Люблинского воеводства Польши.

## Население
По переписи 1897 года население уезда составляло 98 783 человек, в том числе в городе Томашев — 6233 жит.

### Национальный состав
Национальный состав по переписи 1897 года:
- малороссы — 48 940 чел. (49,5 %),
- поляки — 36 043 чел. (36,5 %),
- евреи — 10 947 чел. (11,1 %),
- русские — 2449 чел. (2,5 %),

## Административное деление
В 1913 году в состав уезда входило 12 гмин: 
| - Комаров — пос. Комаров, - Котлицы — д. Котлицы, - Крыницы — д. Крыницы, - Майдан-Горный — д. Майдан-Горный, - Потуржин — с. Потуржин, - Рохане — с. Рохане, | - Тарноватка — с. Тарноватка, - Телятин — с. Телятин, - Томашов — д. Пасеки, - Тышовцы — пос. Тышовцы, - Черкасы — д. Черкасы, - Ярчов — пос. Ярчов. |